# 1939년~1940년 동계공세
틀:Japanese colonial campaigns
1939-1940년 동계 공세(중국어 정체자: 冬季攻勢)는 국민혁명군과 일본 제국 육군 사이의 중일 전쟁 중 주요 교전 중 하나로, 중국군이 여러 전선에서 첫 대규모 반격을 감행했다. 이 공세는 초기 목표를 달성하지 못했지만, 일부 연구에서는 이 공세가 일본군에게 큰 타격을 주었고, 중국군이 그렇게 대규모의 공세 작전을 수행할 수 있을 것이라고 예상하지 못했던 일본군 지휘부에 엄청난 충격을 주었다고 보고 있다.
1940년 4월까지 일본군은 작전을 성공적으로 저지시켰다. 그러나 북부 전선에서 일본의 반격은 닝샤를 점령하는 데 실패했으며, 쑤이위안에서 중국 무슬림군에게 패배했다.

## 전략적 상황
중국군은 여름의 쑤이시안-자오양 전투와 가을의 제1차 창사 전투에서 일본군의 두 차례 공세를 격퇴했다. 중국군은 이제 일본군이 너무 분산되어 새로운 영토를 점령하고 유지할 수 없을 것이며, 더 많은 증원군을 받지 않는 한 대규모 공세를 시작할 수 없을 것이라고 믿었다. 그러나 내선을 방어하고 통신선을 통제함으로써, 중국군은 여전히 병력을 이동시켜 국지적 공세를 펼쳐 중국군에 피해를 주거나 후방 지역의 게릴라를 소탕할 수 있었다. 또한, 1939년 동안 일본군은 많은 대규모 4개 연대 정방 사단을 더 작은 3개 연대 삼각 사단과 약한 독립 혼성 여단으로 교체하고 있었다. 이러한 병력 약화는 중국군이 이를 이용하여 대규모 공세를 계획하도록 부추겼다.

## 중국의 계획
이 공세에서 중국의 목표는 여러 전선에서 공격을 수행하여 일본군을 묶어둠으로써 주도권을 잡는 것이었다. 중국군은 외곽선의 위치를 이용하여 일본군이 새로운 국지적 공세를 시작하거나 대규모 공세를 위해 병력을 집중시키는 것을 막으려고 했다. 주요 노력은 모든 새로 훈련되고 재편성된 부대를 받은 제2, 제3, 제5, 제9 전구에 의해 이루어질 예정이었다. 주요 노력을 지원하거나 양동 작전으로서의 보조 노력은 제1, 제4, 제8, 산둥-장쑤, 허베이-차하얼 전구가 기존 부대와 함께 수행할 예정이었다.

## 화북 공세의 결과
룽쉬안의 "중일 전쟁사"는 공산당이 후방 지역에서 일으킨 습격과 반란 선동으로 인해 보급의 어려움이 작전에 큰 영향을 미쳤다고 언급하며 서술을 마친다. 이러한 습격과 반란은 식량을 탈취하고 정부군에 판매하는 것을 금지했다. 그럼에도 불구하고 제40군과 제27군은 장즈시와 창즈시 지역에서 일본군을 묶어두는 목표를 달성했다. 그러나 산시성 남서부에서 제2전구와 전체 화북 공세의 주요 노력은 원시현과 안이현 사이의 지역을 제외하고는 철도상의 주요 도시나 일본군 요새를 점령하거나 퉁푸 철도를 절단하는 데 실패했다. 캠페인 막바지에 제2전구는 일본군 13,770명이 사망하거나 부상했다고 주장했다. 제1전구는 일본군 5,130명이 사망했다고 보고했으며, 작전 지역에서 일본군을 묶어두는 임무를 달성한 것으로 보인다. 제8전구는 치열한 공방 끝에 우위안 전투에서 일본군을 바오터우까지 밀어내는 데 성공했다. 허베이-차하얼과 산둥-광둥 전구의 게릴라 부대는 공격을 수행했지만 결정적인 결과는 없었으며, 산둥반도에서는 심각한 반격을 받았다.
1937년에 중국 정부는 일본이 쑤이위안과 닝샤 주변에 괴뢰 후이족 정권을 세울 계획을 세우고 그 지역에 요원을 파견했다는 정보를 입수했다. 미들즈버러 데일리 뉴스는 오언 래티모어의 기사를 게재했는데, 이 기사는 1938년 일본의 무슬림 지역 침공 계획을 보도하며 일본이 무슬림의 손에 참패를 당할 것이라고 예측했다.
일본은 1939년 쑤이위안에서 닝샤를 침공하여 후이족 괴뢰 이슬람 국가를 세울 계획이었다. 그러나 이듬해 일본은 국민당 무슬림 마훙빈 장군에게 패배하여 계획이 무산되었다. 그의 후이족 무슬림 병력은 쑤이위안 전투에서 일본에 대한 추가 공격을 감행했다.
쑤이위안에서는 4월 우란오보 전투에서 일본을 섬기던 몽골인 협력자 300명이 소령 계급을 가진 단 한 명의 무슬림에게 격퇴당했다.
무슬림 장군 마훙쿠이와 마훙빈은 1940년에 서쑤이위안, 특히 우위안을 방어했다. 마훙빈은 제81군을 지휘했으며, 이 부대는 막대한 사상자를 냈지만 결국 일본군을 격퇴하고 패퇴시켰다.
일본은 전투에서 수적 열세를 만회하고 중국이 보복할 독가스 비축량이 없었기 때문에 중국에 대해 화학 무기를 대대적으로 사용했다. 일본은 또한 우위안 전투와 쑤이위안 전투에서 중국 무슬림군에 대해 독가스를 사용했다.

## 화중 공세의 결과
강북군은 거의 성과를 내지 못하고 12월 23일까지 강 뒤로 밀려나 일본 제13사단 병력이 다른 곳에 사용될 수 있게 되었다. 일본군은 중샹시 지역에서 계획된 신스부터 쑹허와 핑바까지의 방어선에서 멀리 떨어진 우익군을 붙잡고 있었다. 일본군은 좌익군(강동군)을 최종 목표에서 멀리 떨어뜨려 두었다. 남하난군은 잉산과 시솽허 북부 지역의 적 제3사단을 공격하고, 광수이시와 신양 지역의 적 통신선을 차단하기 위해 강력한 병력을 파견했다. 주력군은 신양 지역을 공격하여 점령하는 것이었다. 제31집단군이 투입되었음에도 이 목표 중 어느 것도 달성되지 못했다. 동후베이 게릴라군은 광수이, 화위안, 한커우의 적 후방 지역으로 진격하여 철도선을 따라 적의 움직임을 견제하지 않았다. 그들은 이 목표물 근처에도 가지 못하여 일본군이 철도를 따라 병력을 자유롭게 이동시켜 다른 공격에 대응할 수 있게 했다.
일본 제13사단 제65보병연대 역사에 따르면, 동계 공세에서 연대의 전투 사망자 수는 303명에 달했다. 이 연대는 또한 1940년 2월 초부터 4월 초까지 1,558명의 병사를 보충받아 이전 손실을 메웠다.

## 광둥에서의 중국 동계 공세
1월 1일 룽시안에서 온 일본군을 격퇴한 후, 제54군은 2일에 그 도시를 재탈환했다. 4일에는 관두가, 1월 5일에는 칭탕이 함락되었다. 일본군은 사톈으로 퇴각했고 제54군은 남서쪽으로 진격하여 스자오로 향했다. 1월 3일 제2임시군은 잉더시를 포위하여 5일에 점령했다. 이후 롄장커우로 계속 진격했으며, 일본군 잔당은 남서쪽으로 도주하여 롄강 북안의 칭청을 점령하고 강 건너 남쪽의 일본군과 연결되었다. 이어서 제64군과 제2임시군의 일부가 1월 10일에 칭청을 수복했다. 다음날 강 건너편에서는 제54군 제14사단이 파장커우를 수복했고, 동쪽에서는 제35집단군 분견대가 충화를 점령했다. 다음날 월한 철도를 따라 위안탄이 함락되었다. 1월 16일에는 인잔아오가 함락되었다.
제35집단군의 주력은 북강 서안을 따라 자오칭시 근처로 이동했고, 제54군과 제12집단군의 일부는 헝스, 량커우, 루톈, 메이캉에 주둔했다. 제4전구는 적군 10,300명 이상이 사망하고 소총 100정 및 다량의 보급품을 노획했다고 보고했다.
그러나 제한된 전선과 화중에서 파견된 증원군으로 인해 일본군은 병력을 이동시켜 남부 광시에 있는 부대를 구원할 수 있었다.